# Taccaceae
Taccaceae é uma família de plantas monocotiledóneas, composta por 31 espécies agrupadas no género Tacca.
São plantas verdes, herbáceas, perenes, principalmente das regiões tropicais.
O sistema APG (1998) coloca esta família dentro da ordem Dioscoreales. No sistema APG II (2003) o género Tacca é incorporado na família Dioscoreaceaes. O APWeb (6 de Março de 2008) aceita esta família.
Se trata de uma família pequena, composta de 31 espécies agrupadas no gênero Tacca, não são endêmicas do Brasil apesar de apresentar ocorrências na flora brasileira.
Possui seus maiores centros de dispersão na África, Polinésia e Indonésia; sendo que alguns povos da África e do Sudeste Asiático consomem rizomas da variação Tucci de Taccaceae.
Uma de suas variações é a Integrifolia Tacca, membro da família Taccaceaepopularmente conhecido como Bigode de Tigre Chinês 1, se trata de uma planta exótica e rara, podendo ser encontrada em áreas tropicais do sudeste asiático. Não se trata de uma planta de fácil cultivo, preferindo lugares úmidos e sombreados além de possuir alta intolerância ao encharcamento. apresenta florescimento na primavera.
A medicina chinesa utiliza sua raiz para tratar úlceras gástricas, hipertensão, hepatite e queimaduras, entretanto não existem estudos científicos atestando tais benefícios.
Outro espécime conhecido é o  BAT FLOWER ou Flor morcego, descrito pela primeira vez por Éduard François André em 1901[2]. Também é encontrada em áreas tropicais do sudeste Asiático, diferente da Integrifolia Tacca, a Flor morcego é de fácil cultivo e floresce o ano todo, entretanto também não se adapta bem à ambientes com forte incidência de sol[3]. As flores não possuem cheiro. Pode ser conhecida pelo nome de Orquídea-morcego, entretanto não possui qualquer parentesco com as orquídeas, existem divergências quanto à classificação taxonomica das mesmas, sendo elas muitas vezes colocadas na família das Discoraceae, mesma família do inhame e grupo irmão das Taccaceae. Apresenta raízes longas e tuberosas, podendo ser usadas como alimento após o devido preparo. Floresce na primavera e verão, e possui inflorescência semelhante à pequenos morcegos, característica essa que deriva seu nome popular. Suas flores são pêntameras e globulares, seus frutos são capsulas pepiráceas levando cerca de 12 meses para o amadurecimento.

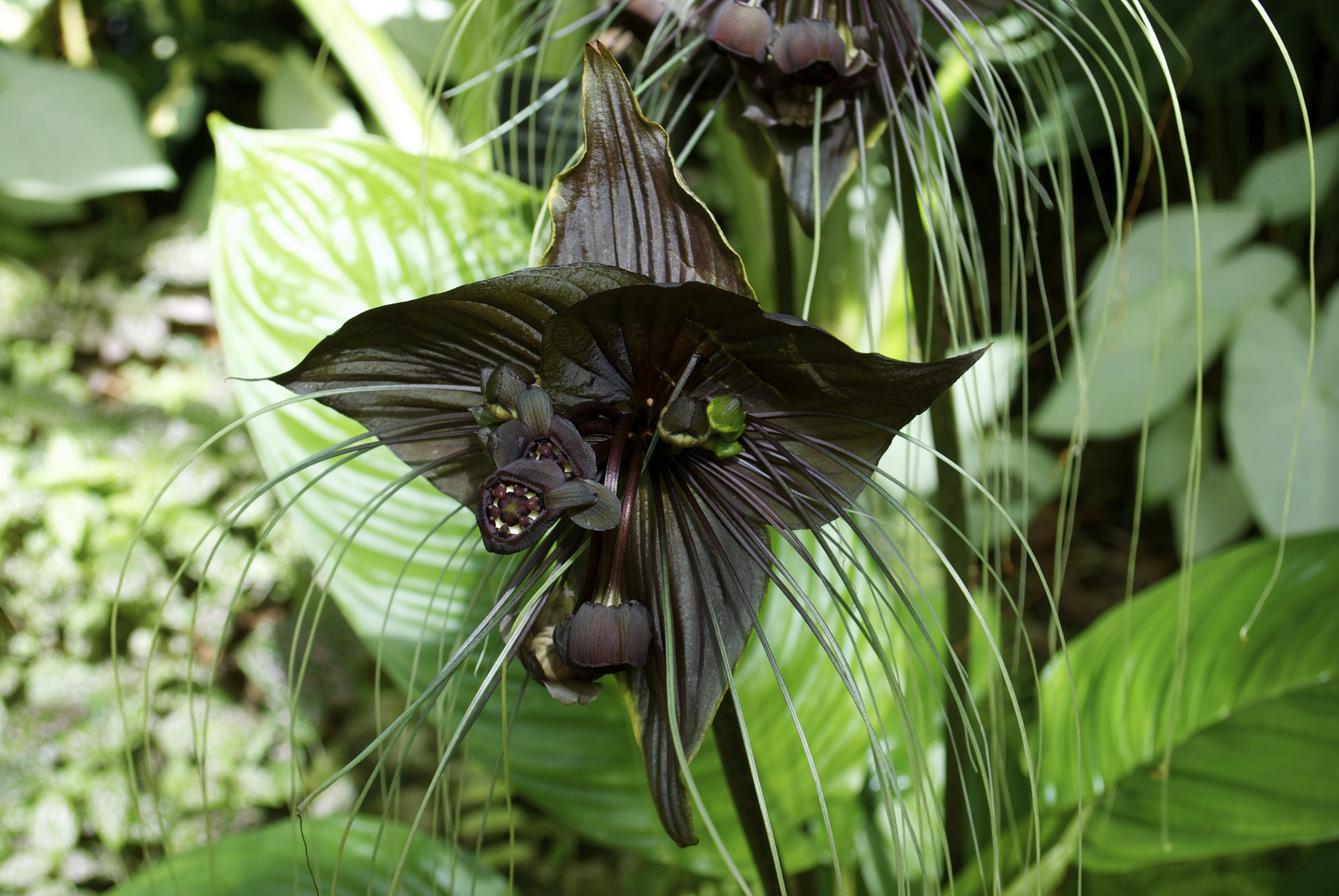

De modo geral se caracterizam morfologicamente como ervas (são plantas acaules).
Morfologia[6]
·        folhas radicais grandes que podem ser inteiras ou fendidas.
·         flores possuem inflorescência com pedúnculo com brácteas alongadas (não possui folhas). As flores são de tamanho médio, radiais e trímeras com o perigônio em forma de sino largo, possui cor escura, a inflorescencia como um todo pode ser fortemente monossimétrica, havendo duas brácteas de inflorescencia branca e larga, extremamente visíveis, mantidas acima de inflorescencias roxas e menos visíveis;
·        Tépalas livres, podendo eventualmente estar ligadas à base, os estames se encontram em número igual ao de tépalas.
·        Ovário ínfero, tricarpelar e unicolor com muitos óvulos, em 3 placentas parietais. Plantas hermafroditas.
·        estiletes possui 3 curtos e fendidos no ápice em 2 lobos petalóides.
·        Fruto normalmente em baga. Sementes endospérmicas oleosas e com nervuras de paredes espessas, sem amido e com embrião pequeno bem diferenciado.
Reprodução
A observação das espécies atuais sugere que sua reprodução se dá principalmente por entomofilia via Díptera,  flores escuras e as longas brácteas são indícios disso.
Filogenia:
A posição filogenética da Taccaceae é reversa, Merckx e Bidartondo (2008) e Merckx et al. (2009a) sugeriram que talvez as Thismiaceae pudessem ser parafiléticas, Taccacae+resto das Thismiaceae. No ano seguinte 2010, Merckx et al. Confirmou a parafilia das Thismaceae e também sugeriu que Trichopus poderia ser também um grupo irmão dessas espécies.
Viruel et al. (2015) e Z.-D. Chen et al. (2016) descobriram novas relações através de análise do gene de 3 plastídeos. Lam et al. (2016) descobriram que análises de genes e códons, possuíam pontos soltos uma vez que desconsiderava as Estemiáceas, que eram irmãs das Petroviaceae. Enquanto em outras análises essas famílias eram incluídas em Dioscoreales. Ao final, a relação formada mas ainda controversa, é: [Burmanniaceae [Nartheciaceae Taccaceae + Trichopodaceae] + Dioscoreaceae]]].[ 5]
Distribuição[4]
No Brasil sua ocorrência geográfica é;
Norte (Amazonas, Amapá, Pará)
Nordeste (Maranhão)
Centro-oeste (Mato Grosso)
Domínios Fitogeográficos 
Amazônia
Tipo de Vegetação Floresta de Igapó, Floresta de Várzea